# Прудовая лягушка
Прудова́я лягу́шка (лат. Pelophylax lessonae) — вид настоящих лягушек.

## Описание
Длина тела прудовой лягушки редко превышает 8 см. Окраска спинной стороны обычно ярко-зелёная, серо-зелёная, оливковая или коричневая, с большим или меньшим количеством тёмных пятен, вдоль середины спины часто проходит узкая светлая продольная полоска, брюшная сторона однотонно белая или желтоватая. Некоторые особи без спинного рисунка и с мелкими пятнами на горле или передней части брюха.

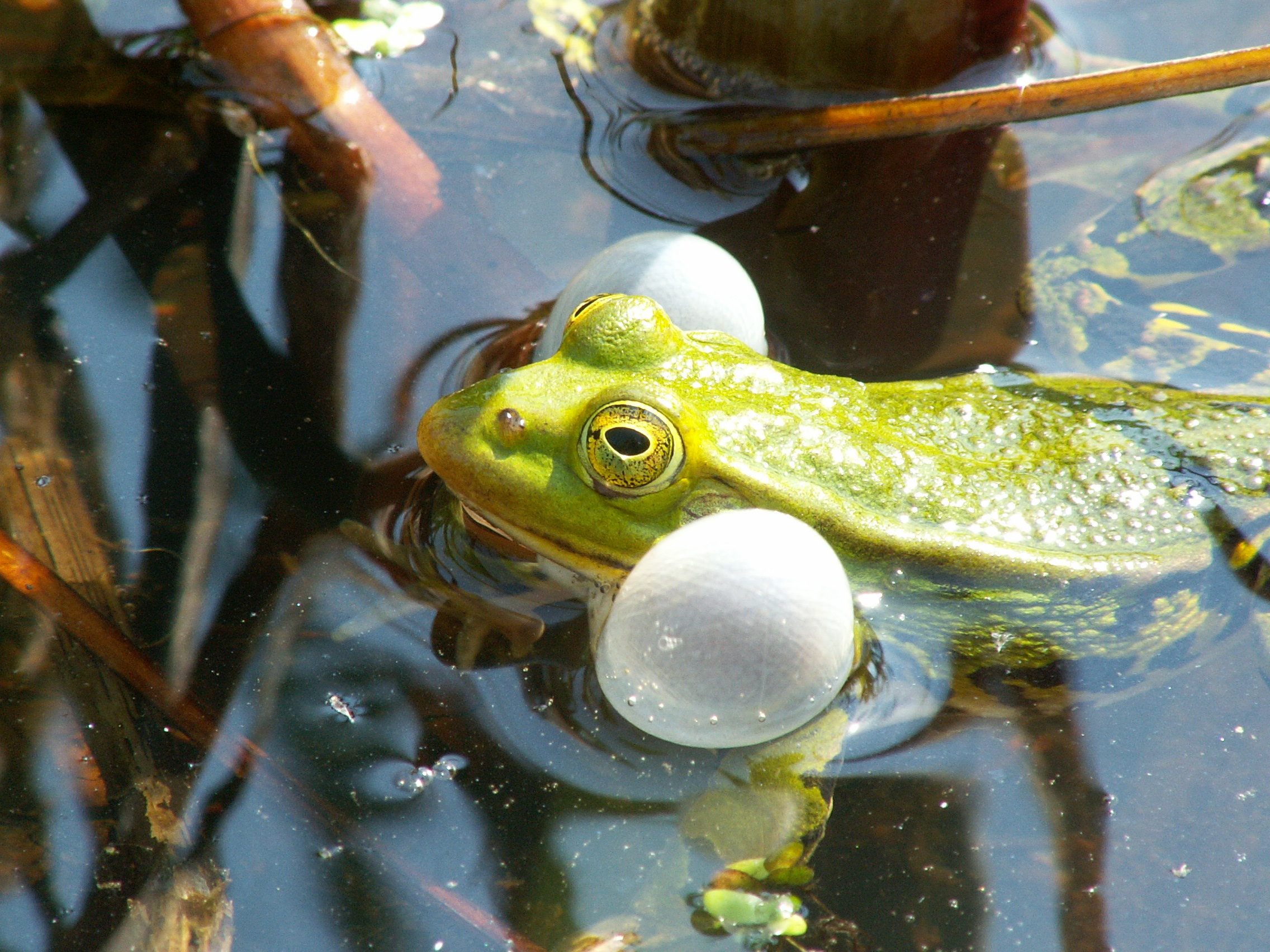
Самец с горловыми мешками

Барабанные перепонки хорошо развиты. По бокам головы часто имеются полосы, которые проходят от кончика морды через ноздри, глаза, а иногда и барабанные перепонки. На нижней части ступни есть высокий и сжатый с боков пяточный бугор, имеются плавательные перепонки. У самцов на первых двух-трёх внутренних пальцах передних конечностей развиты тёмно-коричневые брачные мозоли, а по бокам головы в углах рта находится пара внешних звуковых резонаторов белого цвета. В сезон размножения туловище самцов может быть с желтоватым оттенком.
От съедобной лягушки прудовая отличается более крупным внутренним пяточным бугром и относительно короткими задними конечностями; если голени прижать к бёдрам и расположить на обеих ногах перпендикулярно к продольной оси тела, то голеностопные сочленения не соприкасаются и не заходят друг за друга.

## Ареал и места обитания

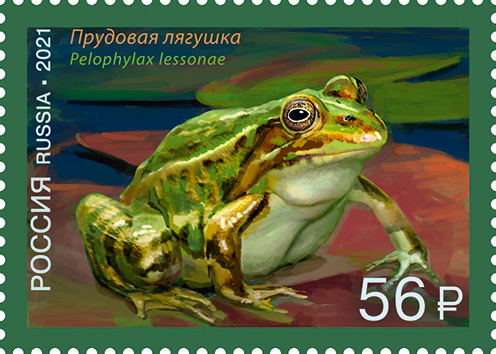
Почтовая марка. Серия «Фауна России». Лягушки - Прудовая лягушка

Прудовая лягушка распространена в центральной Европе, от западной Франции до Поволжья на востоке (переходит на левый берег Волги в её среднем течении). Северная граница ареала проходит через Голландию, южную Швецию и далее через северо-запад России (Ленинградская и Новгородская области), Башкортостан и Татарстан. На юге граница частично совпадает с лесной и лесостепной зоной и ограничена севером Италии, северными предгорьями Альп и Балканами, севером Румынии, центрально-южными регионами Украины. На основании исторических записей, музейных экспонатов и современных зоогеографических исследований предполагается, что прудовая лягушка является аборигенным, а не интродуцированным видом Англии. Интродуцирована в южной Норвегии.
В чистом виде (без примеси озёрной и съедобной лягушек) в Восточной Европе достоверно известна лишь из некоторых районов Московской и Ленинградской областей.
Обитает в слабопроточных или стоячих мелководных водоёмах широколиственных и смешанных лесов, встречаясь после размножения по увлажнённым лесам и далеко от воды. В лесостепях и степях живёт только в водоёмах, главным образом в старицах рек и прудах. Кислотность таких водоёмов колеблется в пределах pH = 5,8—7,4. В горы поднимается на высоту до 1550 м.

## Образ жизни
Известен случай поедания прудовой лягушкой молодого ужа (Natrix natrix).

## Происхождение
В настоящее время прудовая лягушка считается монотипическим видом.[прояснить] Судя по данным иммунологического исследования, её отделение от общего предка с озёрной лягушкой произошло около 12 млн лет тому назад. На Украине известна из нижнего плейстоцена — голоцена среднего течения Днепра.